# Hjalmar Brantingsplatsen
Hjalmar Brantingsplatsen är en plats i stadsdelen Tingstadsvassen på Hisingen i Göteborg. Den är ett centrum för kollektivtrafik (spårväg och buss) på sydöstra Hisingen, cirka en kilometer från Göteborgs centralstation, och omges av köpcentrumet Backaplan.

## Historik
Platsen fick sitt namn 1946, efter sin belägenhet bredvid Hjalmar Brantingsgatan. Den gatan namngavs 1939, till minne av statsminister Hjalmar Branting.

## Hjalmar Brantingsplatsen spårvagnshållplats
Hjalmar Brantingsgatan används idag i huvudsak som ett kommunikationscentrum för spårvägs- och busstrafik på sydöstra Hisingen. Den är den andra spårvagnshållplatsen (efter Frihamnen) för spårvagnslinjerna som från centrala Göteborg leder vidare in över Hisingen. Platsen passeras också av ett antal stombuss- och andra busslinjer som trafikerar de södra, östra eller centrala delarna av Hisingen.
2025 trafikerar spårvagnslinjerna 5, 6, och 10 platsen, liksom stombusslinjerna 17, 18, 19 och 25.

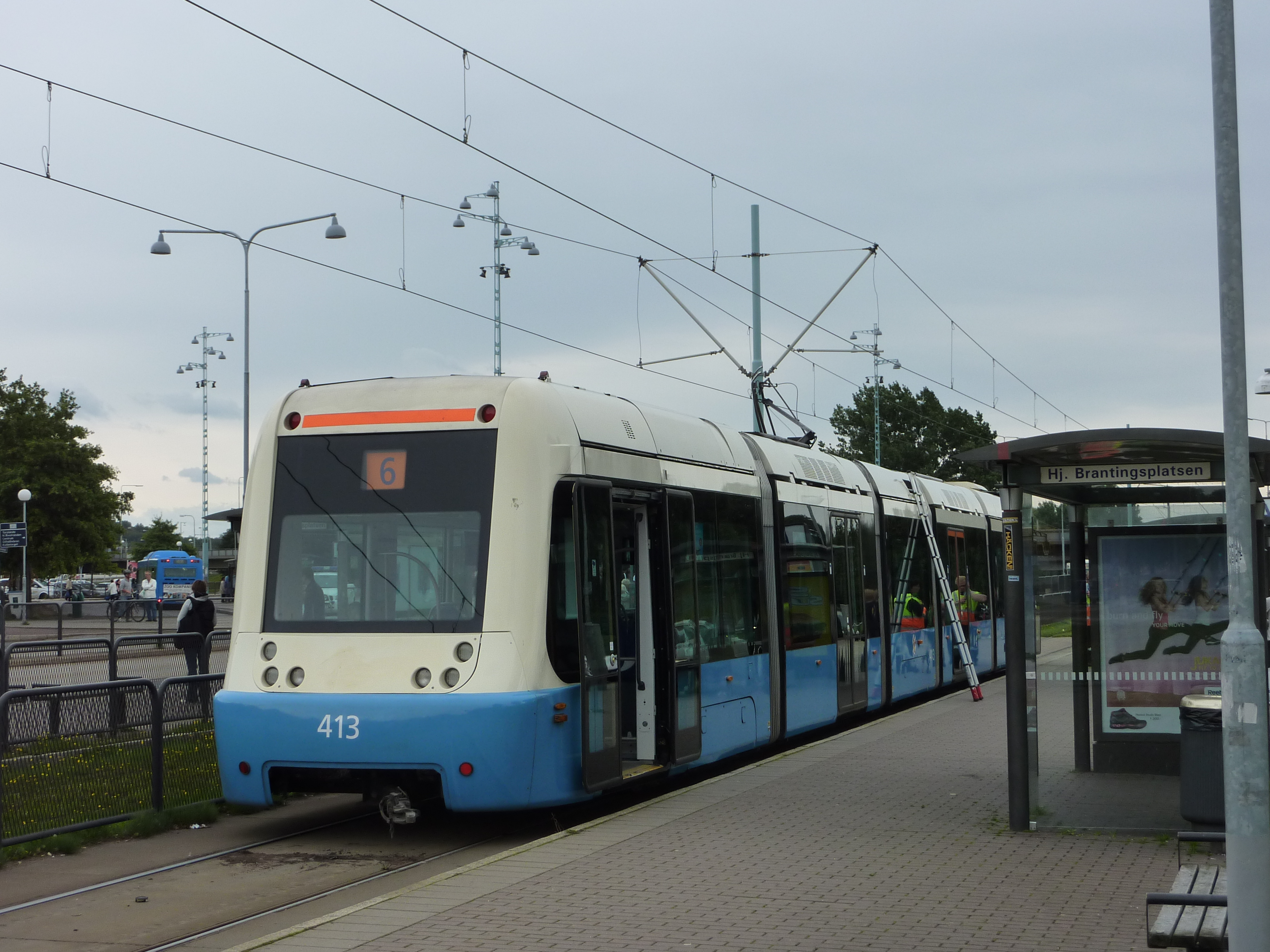

Besökande på platsen byter i regel antingen färdmedel eller är där för att besöka någon av alla de butiker som finns på Backaplan, det stora – ett av Göteborgsregionens största – köpcentrum som omger platsen. Större delen av Backaplan ligger i norr och nordöst, men en mindre del är belägen i söder och sydväst.